# Dünnbettverfahren
Unter dem Dünnbettverfahren versteht man eine Verlegetechnik für Fliesen- oder Plattenmaterial unter Verwendung eines werksseitig hergestellten Dünnbettmörtels oder eines Klebstoffs, bei einer Kleberdicke von 2 bis 6 mm Stärke, gemessen am fertig verlegten Belag. Der fachsprachliche Begriff -bett bezieht sich dabei auf die Art der Mörtelbettung des zu verlegenden Bekleidungsmaterials im Dünn-, Mittel- oder Dickbett.

## Erläuterungen
Das Dünnbettverfahren ist heute das am weitesten verbreitete Verfahren der Fliesen- und Plattenverlegung. Für die Verlegung von Naturstein ist es das Verfahren, das dem heutigen Stand der Technik entspricht. Das Dickbettverfahren kann wegen des hohen Wassereintrags und den daraus möglicherweise entstehenden Verfärbungen der Platten nur die Ausnahme im Altbau oder aus technischen Überlegungen bilden.
Ursprünglich stammt das Dünnbettverfahren aus den USA und wurde in den 1930er Jahren in Europa zuerst in der Schweiz eingeführt.

## Dünnbettmörtel/-kleber
Von Mörtel spricht man bei hydraulisch erhärtendem Dünnbettmörtel, von Kleber spricht man bei Dispersions- und Epoxidharzklebstoffen. Sonder-Dünnbettstoffe sind modifizierte Klebstoffe aus den vorgenannten drei Hauptgruppen.

## Verlegetechnik
Der Dünnbett-Mörtel/Kleber wird z. B. mit Hilfe eines Zahnspachtels in einer gleichmäßig dick gerillten Auftragsstärke auf den Untergrund aufgetragen. Die Fliesen werden auf das frische Kleberbett vor Beginn der Hautbildung aufgelegt und leicht eingeschoben. Die Fugen werden sauber ausgekratzt und überstehendes Material abgewaschen. Der Belag wird, nach Einhaltung der Trockenzeit des Kleberbettes, klassisch/zementär, mit Fugmaterial je nach Anforderung verfugt. Bewegungs-, Anschluss- und Wartungsfugen werden üblicherweise mit elastischer Fugmasse verschlossen, wie z. B. Silikon-Dichtstoff.

## Untergrund
Das Verlegen im Dünnbettverfahren setzt einen möglichst planen Untergrund voraus (DIN 18202 Tab3-Z3/4), da es bei einer mittleren Dicke des Bettes von 2 bis 5 mm nur wenig Ausgleichsmöglichkeit der bauseitigen Ebenheits- und Höhentoleranzen bietet.
Der Untergrund muss:
- ausreichend ebenflächig sein
- ausreichend formstabil und frei von durchgehenden Rissen sein
- die Oberfläche muss gleichmäßig und geschlossen, ausreichend fest, frei von Trennmitteln, losen Bestandteilen, Ausblühungen, Verschmutzungen und Staub sein
- Bauteile dürfen sich nur begrenzt durch Schwinden und Kriechen verformen
- darf keine gipsgebundenen Ausgleichschichten aufweisen
- die vorgegebene Restfeuchte nicht überschreiten

## Vorteile
Wenn alle vorgenannten Eigenschaften gegeben sind, ist das Verfahren denen mit normaler Dicke überlegen. Bei der Anbringung von Wandbauteilen aus glattem Beton, Leicht- sowie Porenbeton, Gips- und Gipskartonplatten, Holz und Holzwerkstoffplatten, Faserzement sowie Kunststoff und Metall für geputzte oder plattierte Flächen, ist die Verlegung mittels Dünnbett die einzig mögliche Technik.
- weniger Feuchtigkeit gelangt über den Verlegemörtel in das Bauwerk
- schnellere Verlegung
- Bauzeiten werden verkürzt
- viele Materialien sind als Verlegeuntergrund geeignet
- bauseits nur eine geringe Aufbauhöhe zwischen Belagsgrund und gewünschter Oberkante Fertigfußboden erforderlich (Altbausanierung)
- hohe Haftzugfestigkeit der Fliesen-Platten zum Untergrund, wodurch bei hoch beanspruchten Bereichen ein fester Sitz der Fliese gewährleistet ist
- nachträgliches Ausrichten ist nach dem Ansetzen länger möglich

## Nachteile
hohe Anforderungen an den Verlegeuntergrund
- eben, lotrecht, waagerecht
- trocken, sauber,
- minimale Restfeuchte
- ausreichend tragfähig und eben